# Sam Nujoma
Sam Daniel Shafiishuna Nujoma (Ongandjera, 12 maggio 1929 – Windhoek, 8 febbraio 2025) è stato un politico namibiano, primo Presidente della Namibia indipendente (in carica dal 1990 al 2005) e presidente del partito di maggioranza del paese, la Organizzazione Popolare dell'Africa del Sud-Ovest (South-West Africa People's Organisation, SWAPO), sin dalla sua fondazione nel 1960.

## Biografia

### Infanzia e giovinezza
Nujoma nacque nel cuore dell'Ovamboland, a Ongandjera, nel nord dell'Africa del Sudovest (attuale Namibia); il padre, Daniel Untoni Nujoma, era un esponente abbastanza in vista dell'etnia ovambo. Sua madre, Mpingana Helvi Kondombolo Nujoma, è deceduta il 26 novembre 2008 all'età di 108 anni.
Nujoma ebbe un'infanzia abbastanza tranquilla, dedicata in gran parte alla cura del bestiame, ed ebbe modo di frequentare la scuola missionaria locale.
Nel 1946, a 17 anni, Nujoma abbandonò il villaggio natale per trasferirsi dalla zia a Walvis Bay e poco dopo decise di andare a vivere nella capitale Windhoek in cerca di fortuna. Qui trovò un ottimo impiego come operaio specializzato delle Ferrovie Sudafricane.

### L'inizio dell'attività politica
Nujoma cominciò a interessarsi alla politica negli anni cinquanta, entrando in contatto con altri personaggi di spicco della sua etnia e fondando con loro la società segreta Ovambo People's Congress (OPC), che si proponeva come obiettivo la fine del dominio sudafricano sull'Ovamboland. Nella seconda metà del decennio incontrò l'attivista di etnia xhosa Herman Andimba Toivo, di Città del Capo, che lo convinse a dare una svolta più nazionalistica all'OPC, trasformandolo in un movimento per la liberazione dell'intera Africa del Sudovest e non solo dell'Ovamboland. Il nuovo movimento assunse dapprima il nome di Ovambo People's Organization (OPO) e in seguito, nel 1960 quello di South-West Africa People's Organisation (SWAPO).

### I primi sviluppi della SWAPO
Negli anni '60 Nujoma diede inizio alla vera e propria lotta per l'indipendenza e nel 1961, data la crescente persecuzione nei suoi confronti da parte dell'amministrazione sudafricana, scelse l'esilio volontario nel Tanganica, trasferendosi a Dar es Salaam e stabilendo lì quartier generale della SWAPO. Questo decennio è caratterizzato da un incessante impegno internazionale di Nujoma, che visita moltissimi stati europei e americani in cerca di sostegni economici e militari.
Presto inizia una vera e propria strutturazione gerarchica del partito. Esso inizia ad avere sempre più forza, seppur in via clandestina, anche in patria, specialmente nell'Ovamboland. Inoltre Nujoma riesce a costruire in questo periodo solidi rapporti con altre organizzazioni analoghe dei paesi dell'area, come l'ANC sudafricano e il FRELIMO mozambicano.

### La lotta per l'indipendenza
Negli anni '60 e settanta Nujoma si dedicò soprattutto a organizzare il partito, in modo da farne l'embrione del futuro governo namibiano. In questo periodo decise di istituire anche una forza paramilitare parallela al partito, la People's Liberation Army of Namibia (PLAN, "Esercito Popolare di Liberazione della Namibia").
Il primo scontro armato con le truppe sudafricane ebbe luogo nel 1966. Nel frattempo Nujoma era riuscito a far riconoscere ufficialmente il suo movimento dall'Organizzazione dell'Unità Africana (OUA). In questo periodo Nujoma diede anche una caratterizzazione più marcatamente ideologica al movimento, in senso marxista. Questa scelta, come ricorderà in seguito lo stesso Nujoma, fu soprattutto di stampo pragmatico, ovvero volta a ottenere il supporto delle potenze socialiste (soprattutto Unione Sovietica e Cina), che in clima di guerra fredda erano molto interessate a ottenere avamposti in Africa.
Intanto la repressione governativa si fece più forte, anche grazie all'istituzione delle leggi speciali antiterrorismo varate in Sudafrica dopo l'assassinio del primo ministro Hendrik Verwoerd. L'impegno internazionale contro il colonialismo e contro l'apartheid diede un forte contributo alla battaglia della SWAPO. Nel 1973 Sam Nujoma fu ospite a Reggio Emilia della prima Conferenza internazionale per l'indipendenza dei Popoli dell'Africa Australe, nel 1978 tornò a Reggio Emilia per partecipare alla conferenza, nel 1982 la conferenza fu ospitata a Roma e fu ospite insieme a Oliver Tambo dell'African National Congress.
Forte anche dell'appoggio dell'ONU, che ufficialmente aveva revocato al Sudafrica il mandato per l'amministrazione della Namibia, Nujoma ottenne in quegli anni un vasto consenso internazionale. Questo gli diede modo di esercitare una pressione diplomatica diretta sul governo sudafricano, che nel 1975 concesse lo svolgimento di una conferenza politica a Windhoek per discutere del futuro del paese. Alla conferenza (che viene ricordata col nome di Conferenza di Turnhalle, in quanto si tenne nella palestra di una scuola, turnhalle in tedesco) parteciparono rappresentanti di buona parte dei gruppi etnici della Namibia, ma non della SWAPO. Uno dei principali effetti della Conferenza fu l'istituzione del partito della Alleanza Democratica di Turnhalle (DTA), riconosciuto in seguito da Nujoma e dalla SWAPO come un interlocutore degno di attenzione.
La conferenza tuttavia non servì a risolvere le tensioni politiche nel paese. Nel 1978 il Sudafrica invase parte del territorio angolano per attaccare le basi della SWAPO; il conflitto risultò in un alto numero di vittime.
Nonostante lo scontro ormai aperto, Nujoma cercò di non basare la propria strategia esclusivamente sulla forza; in particolare, i miliziani del PLAN ebbero indicazione di svolgere anche attività umanitaria, portando soccorso alle popolazioni dei territori coinvolti nel conflitto. Da un punto di vista militare, il PLAN si opponeva alle forze armate sudafricane utilizzando soprattutto tecniche di guerriglia; il governo Sudafricano, da parte sua, mise in campo anche un corpo di agenti segreti chiamato Koevoet (sciolto solo nel 1984), con l'obiettivo di sabotare la struttura organizzativa della SWAPO.
All'inizio degli anni ottanta Nujoma riuscì a superare definitivamente la connotazione etnica del suo movimento, accogliendo tra le sue file esponenti di tutte le etnie del paese, inclusi numerosi attivisti bianchi di origine tedesca e oppositori del regime sudafricano; fra questi spiccava Anton Lubowski, che in seguito svolse il ruolo di braccio destro di Nujoma. Nello stesso periodo Nujoma modificò la linea politica del movimento, abbandonando nella sostanza l'impostazione marxista. Divenuta movimento indipendentista non ideologico e non etnico, la SWAPO giunse così ad avere tutte le credenziali per proporsi come futuro partito di governo del paese.

### Pacificazione e indipendenza
Alla fine degli anni '80 la situazione internazionale era ormai matura per l'indipendenza della Namibia: la guerra fredda stava terminando, il Sudafrica stava abbandonando l'apartheid e modificando in modo radicale la propria linea politica, e la maggior parte dei governi dell'Africa subsahariana stavano gradualmente perdendo le proprie connotazioni ideologiche e rivoluzionarie a favore di una maggiore stabilità nei rapporti internazionali.
Nel 1989, dopo un'assenza di oltre 30 anni, Nujoma rientrò in Namibia, accolto trionfalmente dalla popolazione. Il motto con cui celebrò il proprio ritorno, non molto diverso da quelli usati da Nelson Mandela in Sudafrica, fu: "Noi torniamo con uno spirito di pace, amore e riconciliazione nazionale".
Il 21 marzo 1990 la Namibia ottenne formalmente l'indipendenza, con Nujoma come primo presidente.

### Gli anni di governo
Nujoma governò la Namibia per 15 anni esatti, dal 21 marzo 1990 al 21 marzo 2005. Il suo ruolo di "padre della patria" consentì al suo governo di essere solido, duraturo e decisionista.
In politica interna, Nujoma cercò una maggiore indipendenza economica, superando la tradizionale sudditanza nei confronti del Sudafrica. Incentivò le già relativamente prospere attività agricole e industriali, consentendo alla Namibia di diventare uno dei paesi africani più avanzati e ricchi. Nujoma fu due volte in Italia in qualità di Presidente nel 1996 e nel 1998, recandosi in visita a Milano, Reggio Emilia e Roma.
Altro elemento importante della politica interna di Nujoma fu la diplomazia e l'equilibrio con cui seppe conciliare le esigenze delle diverse etnie del paese. A parte qualche raro episodio di attrito con le associazioni dei proprietari terrieri bianchi, a Nujoma si riconosce di aver saputo salvaguardare i diritti di tutti i gruppi etnici (sia quelli di origine europea che quelli africani). La riforma agraria, uno dei cardini della politica economica del governo di Nujoma, ottenne un ampio consenso presso tutte le popolazioni del paese. Sebbene sostenesse la politica di espropriazione forzata delle terre dei coloni bianchi attuata in Zimbabwe dal presidente Robert Mugabe, in Namibia adottò un approccio più moderato, implementando il principio del willing buyer, willing seller, favorendo la vendita volontaria delle terre con il supporto dello Stato.
In politica estera, Nujoma si colloca fra i leader africani moderati, e ha portato la Namibia all'ingresso nel Commonwealth.

### Il ritiro
Dopo essere stato eletto per tre mandati consecutivi, nel 2005 Nujoma decise di non ripresentarsi alle elezioni, indicando come suo successore Hifikepunye Pohamba, che risultò in effetti vincente alle elezioni del 2005. Accontentando le massicce richieste popolari, Nujoma ha però conservato la carica di Presidente della SWAPO, che ha ceduto al suo successore il 29 novembre 2007. È stato nominato dal Parlamento namibiano "Presidente Fondatore della Repubblica di Namibia" e "Padre della Nazione namibiana".

## Scritti
- Where Others Wavered: The Autobiography of Sam Nujoma, 2001